# Stella Maris Custonaci

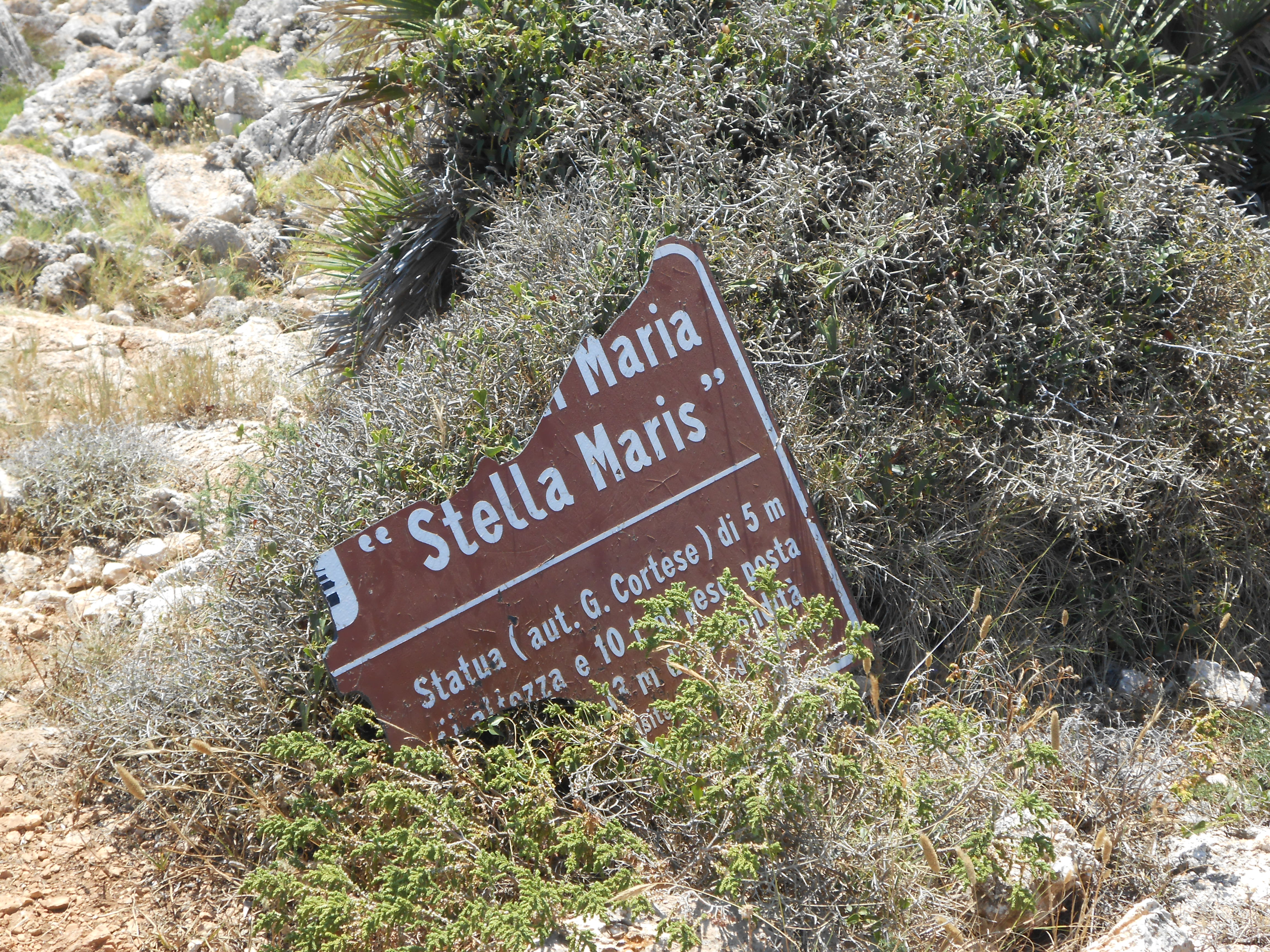
Quello che rimane del segnale turistico della scultura marina

Stella Maris Custonaci è una scultura contemporanea, interamente realizzata in marmo, alta 5 metri e pesante circa 11 tonnellate, posta su un fondale di circa 13 metri in località Baia Cornino, davanti al Monte Cofano nel territorio di Custonaci (Trapani).

## Descrizione
La statua, realizzata da un blocco di perlato di Sicilia, regalato alla città da una azienda del settore marmifero locale, è una effigie della Madonna di Custonaci, opera dello scultore locale Giuseppe Corte, ed è stata collocata sul fondale marino il 20 luglio 2012 e benedetta il 22 luglio 2012 (giorno in cui si festeggia Santa Maria Maddalena di Magdala) dal Vescovo di Trapani. Nel punto esatto è stata posta una boa rossa di segnalazione che ne permette l'individuazione.
L'iniziativa, nata da una sinergia tra aziende private ed istituzioni pubbliche, rappresenta un omaggio a tutti i caduti in mare e ai loro cari. Sulla targa posta alla base si legge: "... alle donne, alle mamme, e ai loro cari che, in mare, hanno perso la vita in cerca della libertà...".
Ogni anno, nel giorno della ricorrenza della deposizione sul fondale, si svolge una cerimonia per commemorare le vittime del mare.